# 陳建功
陳 建功（チン・ケンコウ、1893年9月8日 - 1971年4月11日）は、中国の数学者。杭州大学副学長、中国数学会副理事長などを務めた。日本への外国人留学生初の理学博士号取得者。

## 人物・経歴
浙江省紹興市出身。杭州の両級師範学校を経て、1913年から日本に留学し、1918年東京高等工業学校（のちの東京科学大学）色染科卒業。並行して夜学に通い、1919年東京物理学校（のちの東京理科大学）数学科卒業。1923年東北帝国大学理学部数学科卒業。
1924年国立武昌大学教授。1926年東北帝国大学大学院に進学。外務省の対支文化事業の特選留学生に選定され、1929年には外国人留学生として初めて理学博士（東北帝国大学）の学位を取得した。
同年に帰国後、浙江大学教授を務め、高工及び大学の後輩である蘇歩青を教授に招聘し、多くの数学者を養成。陳蘇学派と称された。1947年プリンストン高等研究所研究員。1952年復旦大学教授。1958年杭州大学副学長。全国人民代表大会代表、中国数学会副理事長なども務めたが、文化大革命に巻き込まれ、1969年に解放されたが、1971年に死去した。

## 日本語の著書
- 『三角級數論』岩波書店 1930年